# Björn Sjöö
Björn Sjöö, född 4 oktober 1950 i Kungälvs församling, Göteborgs och Bohus län, är en svensk kompositör och musiker. Han spelar trombon, keyboard, dragspel, bas med mera. Han är medlem i gruppen Norrlåtar. Utöver detta har han varit med i Anton Svedbergs Swängjäng liksom i Rekyl, ett rock-proggband från Luleå (många låtar från filmen "Lusten till ett liv" är av Rekyl). Han har också spelat en del jazz samt medverkat som musiker och skådespelare på Norrbottensteatern och i Ronny Erikssons TV-serier.
Sjöö är delvis uppvuxen i Luleå och bor nu i Svartöstaden i Luleå.

## Diskografi
Album
- 1976 Rekyl
- 1978 I Himlen Är Det Försen..
- 1980 Vi Blir Aldrig Som Ni ..
- 1983 Levande i Luleå

Singlar och EP
- 1980 En Förlorad Generation
- 1982 En Annan Dag
- 1984 Please, Mr. Lennon/Blu..

Samlingar
- 1978 Norrbottensplattan 2
- 1980 Tonkraft 1977-78

## Filmmusik
- 1985 – Jonny Roova

## Filmografi roller i urval
- 2004 - Sagan om Skade
- 1997 – Vildängel
- 1996 - Tidningsutbärare Tord